# تياجو ألفيس (تنس)
تياجو ألفيس (بالبرتغالية: Thiago Alves) مواليد 22 مايو 1982 في ساو جوزية دو ريو بريتو، البرازيل، هو لاعب كرة مضرب برازيلي سابق بدأ مسيرته كمحترف سنة 2000 وكان يلعب باليد اليمنى، اعتزل اللعب في 2014. أعلى تصنيف له في الفردي كان المركز الـ 88 في سنة 2009. أعلى تصنيف له في الزوجي كان المركز الـ 151 في سنة 2006.

## روابط خارجية
- تياجو ألفيس على موقع رابطة محترفي التنس (الإنجليزية)
- تياجو ألفيس على موقع الاتحاد الدولي لكرة المضرب (الإنجليزية)
- تياجو ألفيس على موقع كأس ديفيز (الإنجليزية)
- تياجو ألفيس على موقع خلاصة التنس.كوم (الإنجليزية)
- تياجو ألفيس على موقع إي إس بي إن.كوم (الإنجليزية)